# Zeroconf
Zeroconf of Zero Configuration Networking is een reeks technieken die toelaat een bruikbaar IP-netwerk te maken zonder bijkomende configuratie of speciale servers. Hierdoor kunnen gebruikers, zonder voorkennis, toch computers, netwerkprinters en andere toestellen aan elkaar koppelen en laten samenwerken. Zonder Zeroconf moet de gebruiker de nodige kennis hebben om speciale servers te installeren, zoals een DHCP-server of een DNS-server, of moet elke computer apart correct geconfigureerd worden.
Zeroconf bestaat uit drie principes: 
- Netwerk adressen uitdelen
- Hostnamen uitdelen aan apparaten binnen het netwerk
- Automatisch vinden van services binnen het netwerk (bv. printer)

## Adressen kiezen
Indien er wel een DHCP- of DNS server is in het netwerk waarin een apparaat (dat Zeroconf gebruikt) probeert toe te treden, zal het Zeroconf protocol gebruikmaken van de beschikbare informatie. Deze informatie houdt adressen en hostnames in. Indien dit niet beschikbaar is zal Zeroconf zelf voor een hostnaam zorgen aan de hand van het MAC-adres van het apparaat (dit is namelijk uniek). Het gebruikt van het MAC-adres hangt af van IPv4 of IPv6.
Zowel IPv4 als IPv6 hebben standaard manieren om IP-adressen te kiezen zonder hulp. Volgens RFC 3927 gebruikt IPv4 het bereik 169.254.*.* (link-local). Voor IPv6 geldt RFC 2462.
De techniek voor IPv4 wordt IPv4 Link-Local (IPV4LL) genoemd in de RFC. Microsoft noemt dit echter Automatic Private IP Addressing (APIPA) of Internet Protocol Automatic Configuration (IPAC).